# Cephalanthera epipactoides
Cephalanthera epipactoides là một loài thực vật có hoa trong họ Lan. Loài này được Fisch. & C.A.Mey. mô tả khoa học đầu tiên năm 1854.